# Never Ending Math Equation
«Never Ending Math Equation» es el quínto sencillo de la banda Modest Mouse. El sencillo contiene "Never Ending Math Equation" en el lado-A, y Workin' On Leavin' The Livin' en el lado-B. Ambas canciones aparecieron luego en la compilación Building Something Out Of Nothing. Desde ese lanzamiento, la canción ha tenido rotundo éxito por doquier. A pesar de que ya han pasado años del lanzamiento de la canción, la siguen tocando actualmente en sus conciertos debido al éxito que ha tenido.

## Lista de canciones
1. "Never Ending Math Equation" – 3:23
2. "Workin' on Leavin' the Livin'" – 6:40

- Datos: Q9049683